# Monomakhosz-korona

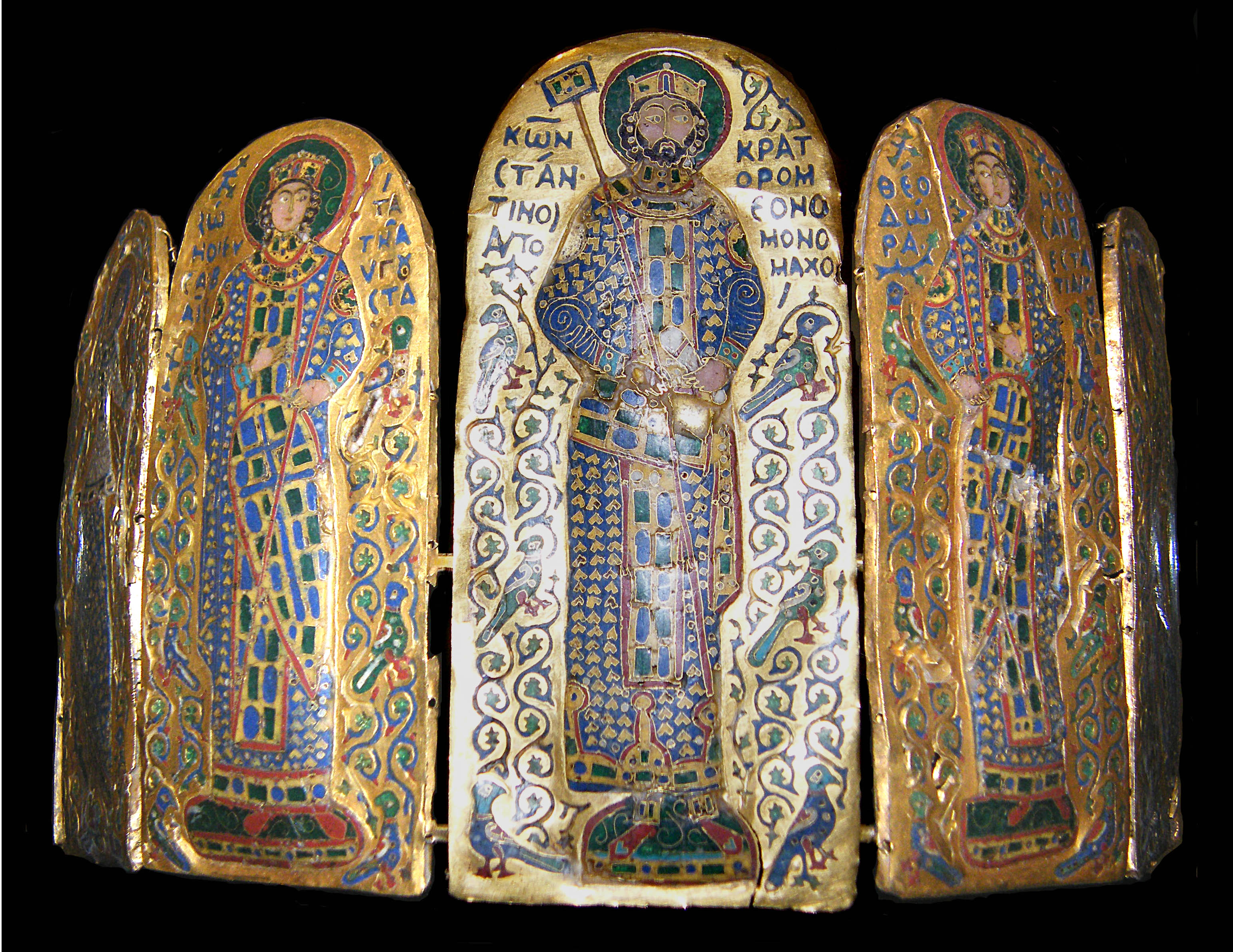
A korona

A Monomakhosz-korona a Magyar Nemzeti Múzeumban őrzött középbizánci rekeszzománcos és vésett aljú zománcos fejék. Nyitraivánkáról került elő. Kónsztantinosz Monomakhosz bizánci császár készíttette. A korona a császárt, feleségét (Zoé császárnőt) és annak nővérét, Theodórát ábrázolja, tehát együttes uralkodásuk idején, 1042–1050 között készült. Feltételezhetően I. András kapta a császártól. Előkerülése után rögtön másolat is készült egyes lemezeiről, amit a British Museumban eredetiként állítottak ki, később, mikor a darab hamissága kiderült, a kiállításról bevették.
A korona valószínűleg női korona, hat lemezből áll, melyek az említett három személyt, két allegorikus táncoló nőalakot, az Erény és a Hűség alakjait ábrázolják.

## Érdekesség
A Monomakhosz-koronának az orosz Monomah-sapkával való név-hasonlósága nem véletlen: az orosz koronázási tárgyként használt Monomah-sapkát is keletkezésében Kónsztantinosz Monomakhosz bizánci császárhoz kötötték.